# Церква Петра і Павла на Городянці
 Церква Петра і Павла на Городянці (рос. Церковь Петра и Павла на Городянке) — реставрована сакральна пам'ятка архітектури 12 століття в місті Смоленськ.

## Історія

### Перша споруда
Храм виник у першій половині 12 століття. Його засновник — онук Володимира Мономаха, князь Ростислав. У ті часи князі мали два імені — слов'янське, світське(Ростислав), і церковне. Останнє ім'я вони отримували під час хрещення. Ростислав отримав церковне ім'я Михаїл, княжив у Смоленську у 1125–1160 рр. Ділянка, де побудували церкву, була заміською, тут був двір князя поблизу невеликої річки Городянки, звідси додаток до назви церкви. Храм був кам'яний, а хороми князя — дерев'яні, поєднані з храмом галереєю. Первісно храм був княжий і обслуговував релігійні потреби князя, його родини і дружини, що жила поряд. Освятив церкву єпископ Мануїл Грек.
Церкву створено у 1146 році. За порівняльними даними — храм мав дахи, криті свинцевими пластинами, поливні зелені, жовті, коричневі кахлі, фрески.
У 1168 році, по смерті князя Ростислава (Михаїла) — храм став звичним парафіяльним, приходським.

### Перебудови і ремонти
Пам'ятка архітектури з такою давньою історією не може зберегти первісні форми незмінними і через війни, руйнації, зміни власників і їх релігійні уподобання, зміни будівельних технологій і стилів. Усе це притаманно й церкві Петра і Павла на Городенці. Але факти про них збережені.

### Підлитовський період і під Польщею

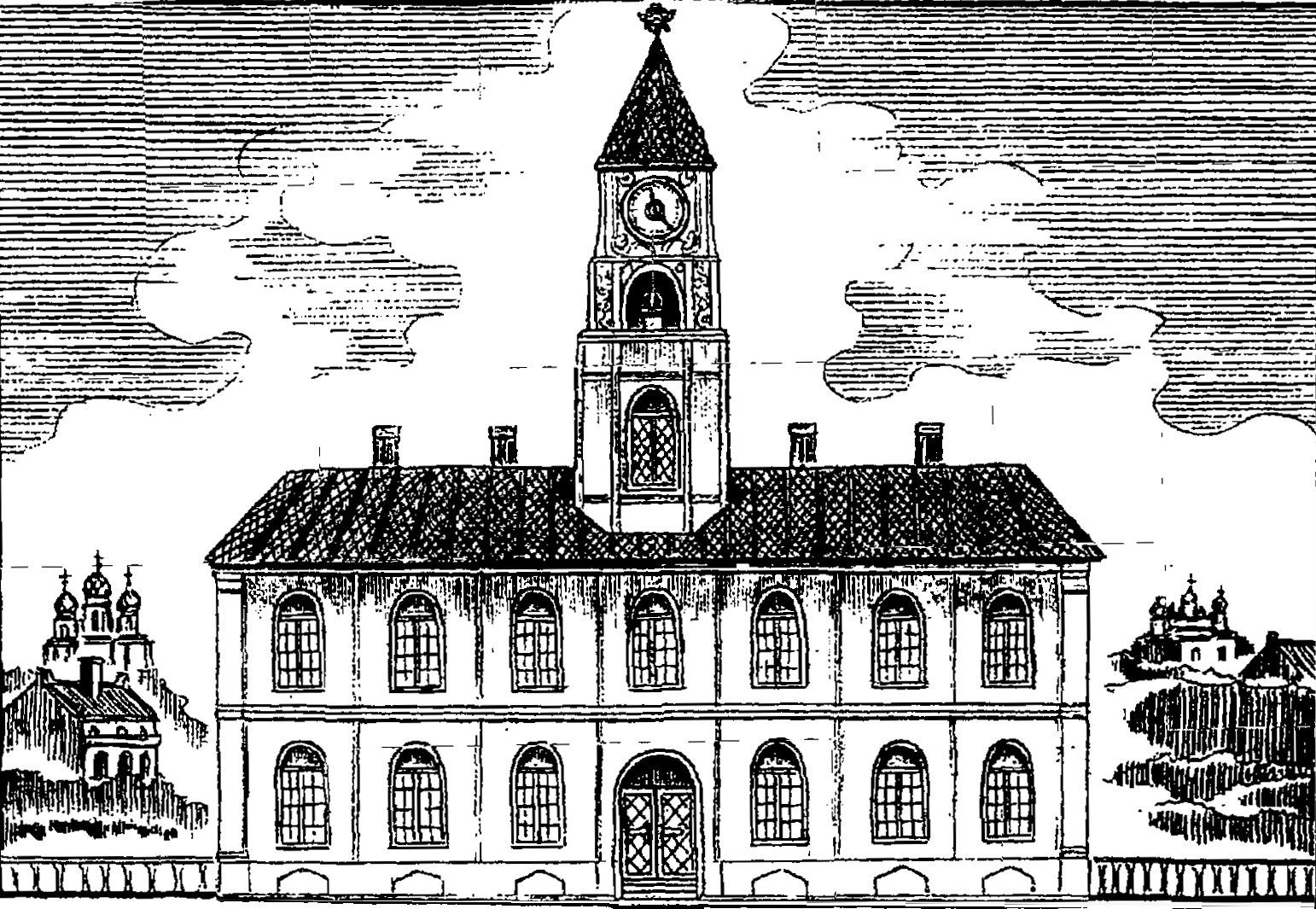
Ратуша у Смоленську. Старий малюнок, у 18 ст. пристосована під Приказну хатину.

У 1404 р. місто Смоленськ і землі колишнього Смоленського князівства захоплені вояками Великого князя Литовського Вітовта. Підлитовський період історії Смоленська тривав 110 років (1404–1514).
3 липня 1611 г. Смоленськ став польським містом, бо не витримав 20-місячну блокаду військом польського короля Сигизмунда III. Більшість православних церков міста була поруйнована. Церква Св. Апостолів Петра і Павла віталася через шанування цих святих і католиками, але перетворена на костел. Колишні князівські хори в храмі розширили заради пристосування їх під орган. Спустошені і знелюднені землі навколо храму заселені поляками. Деякий час церква Петра і Павла була головною для смоленських поляків, поки йшло будівництво катедрального собору. Почалося ополячення міста — воно отримало магдебурзьке право, діловодство дозволили вести 10 років польською з переходом опісля на наукову мову середньовіччя — латину. Місцеве населення важко сприймало нововведення, тому ополячення міста прийняло компромісні форми. Місту повернули право-привілей вільного віросповідання. Три роки головою Смоленської єпархії був митрополит Йов Борецький, але тиск з боку католиків посилювався і православ'я — занепадало.
Серед світських споруд польського періоду — приміщення архіву. Кам'яна споруда збереглася, незважаючи на війни і неодноразові руйнації міста. У 18 столітті споруда пристосована під кузню Інженерного підрозділу. Кузня у Смоленську — найдавніша нецерковна споруда міста. У 20 ст. віддана під  Музей ковальського ремесла.

### Відвоювання Московією
По відвоюванню Смоленська у 1654 р. вояками царя Олексія Михайловича католицтво скасовують. З 1654 року костел Петропавлівська церква стає парафіяльним православним храмом. Споруда отримала декор «Наришкінського бароко». У роки царювання Петра I до знелюдненого Смоленська з Дону переселили козаків. З цього періоду серед парафіян Петропавловської церкви були й мешканці Донської козацької слободи, що розселилися на Горішньо-Донській вулиці. У 1737 році на гроші купців — донаторів (ктиторів храму) Сисоєва А. Ф. та Крємніцина земельну ділянку обгородили кам'яним парканом замість нетривкого дерев'яного. До західного торця кам'яних (ще польських) палат прибудували шатрову дзвіницю московського типу зі сходами на так званих повзучих арках. Над палатами надбудували церкву в ім'я Св. великомучениці Варвари.

## У 19 столітті
Прикордонний Смоленськ сильно постраждав під час Франко-російської війни 1812 року. Вояки Наполеона ввійшли до поруйнованого міста 6 серпня 1812 р. Також, Церкву Петра і Павла на Городянці та її дзвіницю пошкодила пожежа такої потужності, що поплавила дзвони. У 1814 р. до Смоленська російська імператриця Марія Федорівна прислала коштовні ризи і посуд для поруйнованих храмів. Частку з них отримав і Петропавлівський храм. Пошкоджену у війну споруду церкви ремонтували довго — до 1837 року.
Новий ктитор храму смоленський купець Петров С. І. у 1864 році дав гроші для церкви: до оздоблення залучили художника Свєшнікова, що створив 18 сюжетів-стінописів на стінах вівтаря і храму.

## За часів СРСР

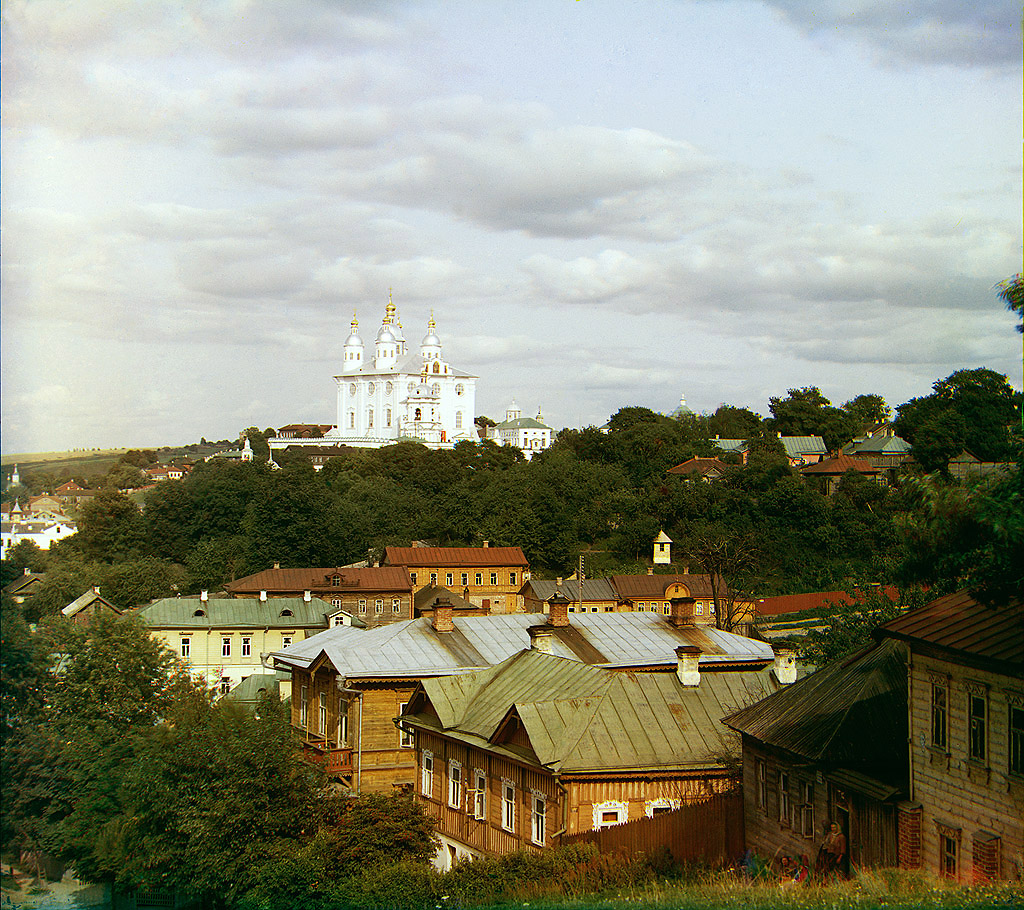
Смоленськ у 1912 році

Відомо, що 20 грудня 1918 р. нова радянська влада оприлюднила Декрет про свободу совісті (тобто віросповідання) та відокремлення Церкви від держави і освіти від Церкви. Тим самим декрет позбавляв релігійні громади прав юридичних осіб, і вони втратили права на церковне майно, яке стало державним.
Згідно з постановами Народного комісаріату юстиції від 24 серпня 1918 р. церковне майно віддавалося по найму громадам — закладам у безстрокове чи безкоштовне користування. Церкву Петра і Павла до користування не взяли, а релігійна громада взяла лише добудову 17 століття. Частка священиків Смоленська була розстріляна більшовиками.
22 березня 1922 р . оприлюднили Декрет ВЦИК про конфіскацію церковних скарбів нібито на користь голодуючих, що було початком концентрації радянським урядом великих коштів у власних руках. Більшовицький уряд робив необтяжливі для політичних лідерів дії з привласнення церковного та музейного майна для досягнення власних, антикультурних, антинародних політичних кампаній. Конфісковували як церковне майно, так і майно приватних осіб — роялі, килими, бібліотеки, коштовні тканини. Конфісковане майно перевозили до Москви, де й сортували. Найкоштовніші речі йшли на продаж, як за кордон, так і до Москви через велику мережу крамниць. З храму Петра і Павла конфіскували ікони та Євангеліє в коштовних окладах і шатах, коштовні сосуди і вироби з міді. Церкву використовували для богослужінь, хоча перший поверх був складом для зерна.
Стародавня частина церкви 12 століття, перебудована це у 17 ст., стала майном радянської Головнауки. До споруди почалося цивільне паломництво науковців з Ленінграда з метою дослідження споруди, її замальовки, фотофіксації.
З кінця 1934 р. діє новий наказ про скасування договору на користування храму Петра і Павла та перетворення останнього на архів. З 1935 року почав діяти наказ про конфіскацію церковних дзвонів задля отримання бронзи. Вага церковних дзвонів лише храму Петра і Павла сягала чотирьох тон. Петропавлівську церкву остаточно зачиняють. Священиків Смоленська судять і висилають до Казахстану на 10 років. Заслані наново арештовані в Казахстані, де за вироком трійки НКВС — розстріляні.
У 1943 році в дні боїв за звільнення Смоленська від нацистських загарбників храм, розташований поблизу стратегічної залізної дороги, сильно постраждав.
У 1962–1963 роках під керівництвом історика архітектури Барановського Петра Дмитровича Смоленські реставраційні майстерні розібрали пізні прибудови і нашарування храму. Церкві Петра та Павла відновлено вигляд споруди 12 століття, але збережені пізні прибудови іншої стилістичної доби.

## Дослідження споруди в 20 ст. і реставраційне відновлення
У 20 столітті нарешті проведені дослідження залишків храму та археологічні розкопки на земельній ділянці. Знайдені підмурки якоїсь кам'яної споруди, можливо, нецерковної за призначенням. Значення храму підкреслили поховальні ніші (аркосолії), призначені для князя та померлих членів його родини. На відкосах вікон збереглися рослинні візерунки. Знайдений і фресковий медальйон діаметром 40 см з зображенням пророка із сувоєм у руці (можливо, Даниїл). На залишках фресок знайдені стародавні написи — фрески, що стали важливими пам'ятками епіграфіки 12 ст. По залишкам інших фесок припустимо, що церкву прикрашали стінописи на сюжети — * Різдва Богородиці
- Св. імператор Костянтин і Гелена, його мати
- Неопалима Купина та інші.

Археологічні розкопки довели, що первісний храм мав кам'яні галереї, підмурки яких і знайшли. При відновленні храму в 20 ст. галереї не відновлені через відсутність даних про їх зовнішню форму. Бажання відтворити храм на 12 ст. призвело до спроби відтворити його первісні, найдавніші форми, оминаючи добудови подальших століть.

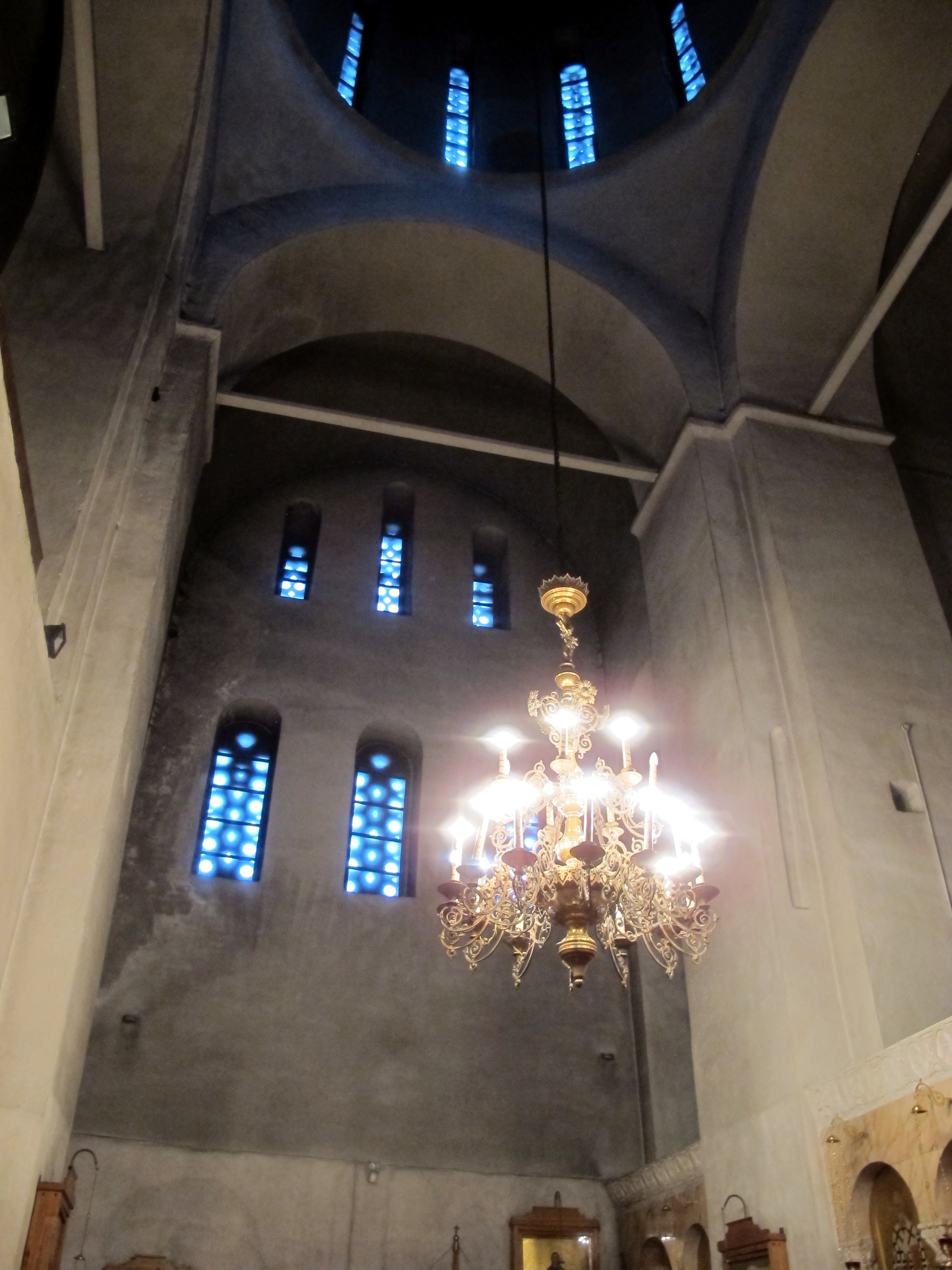

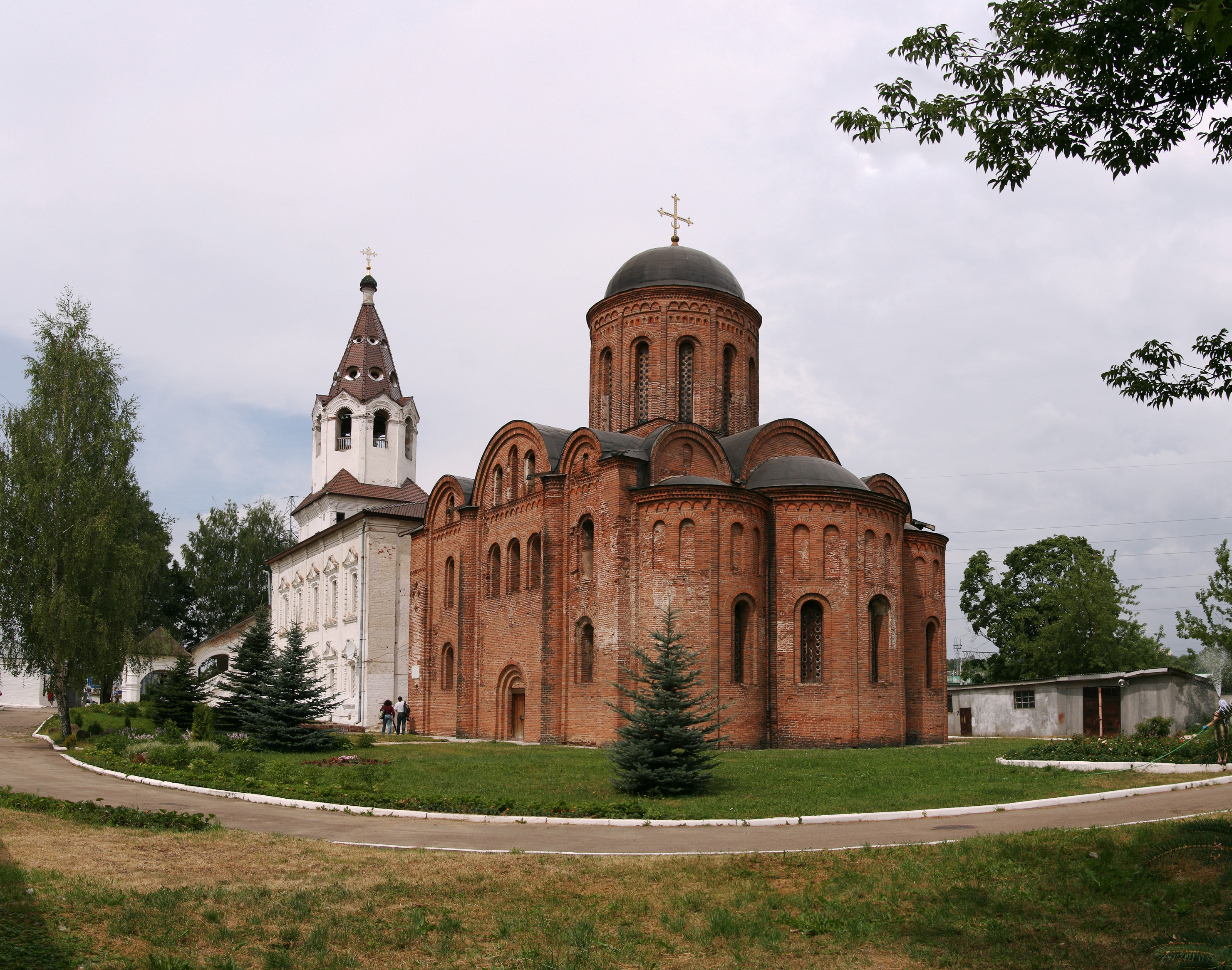
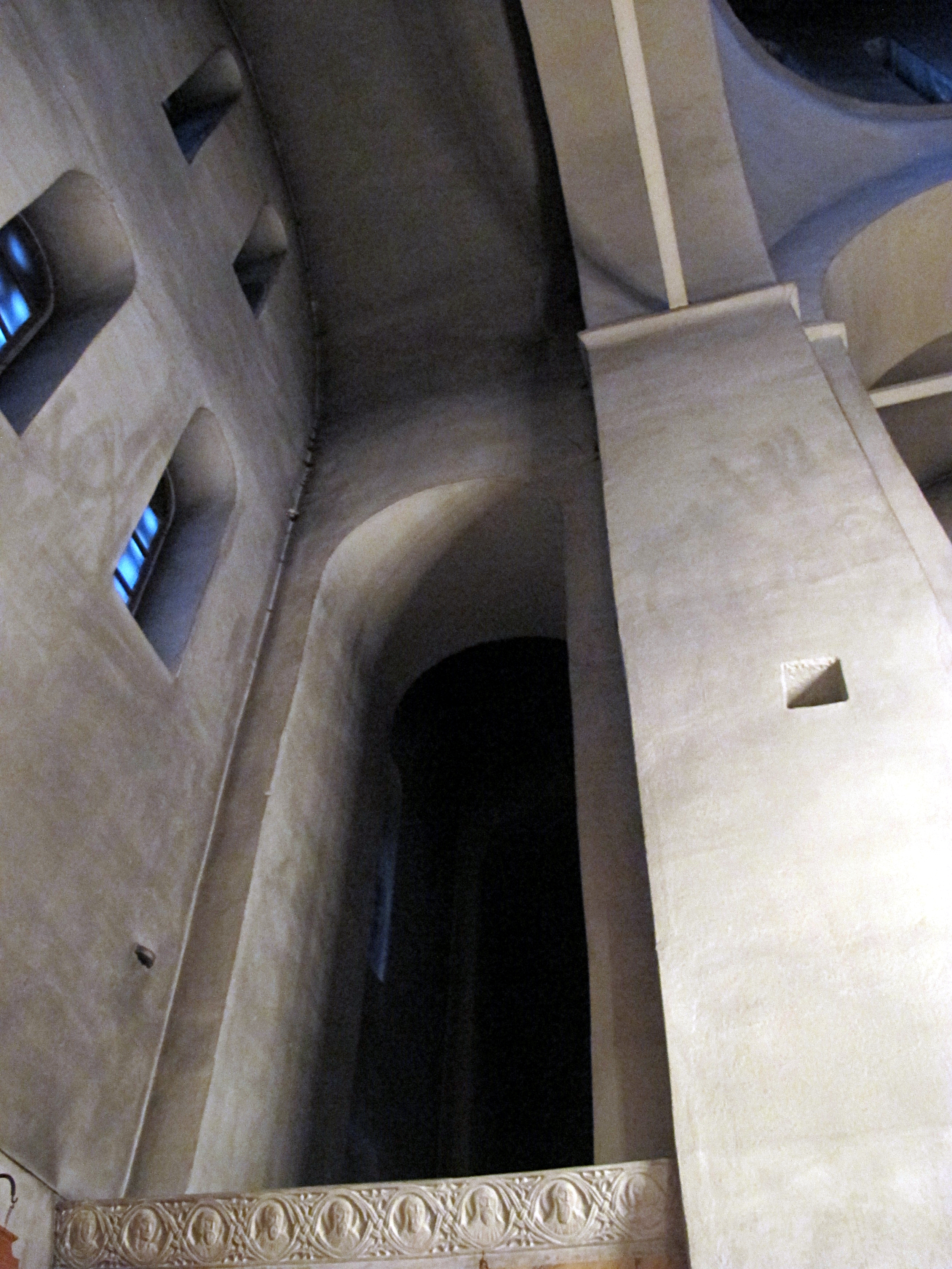
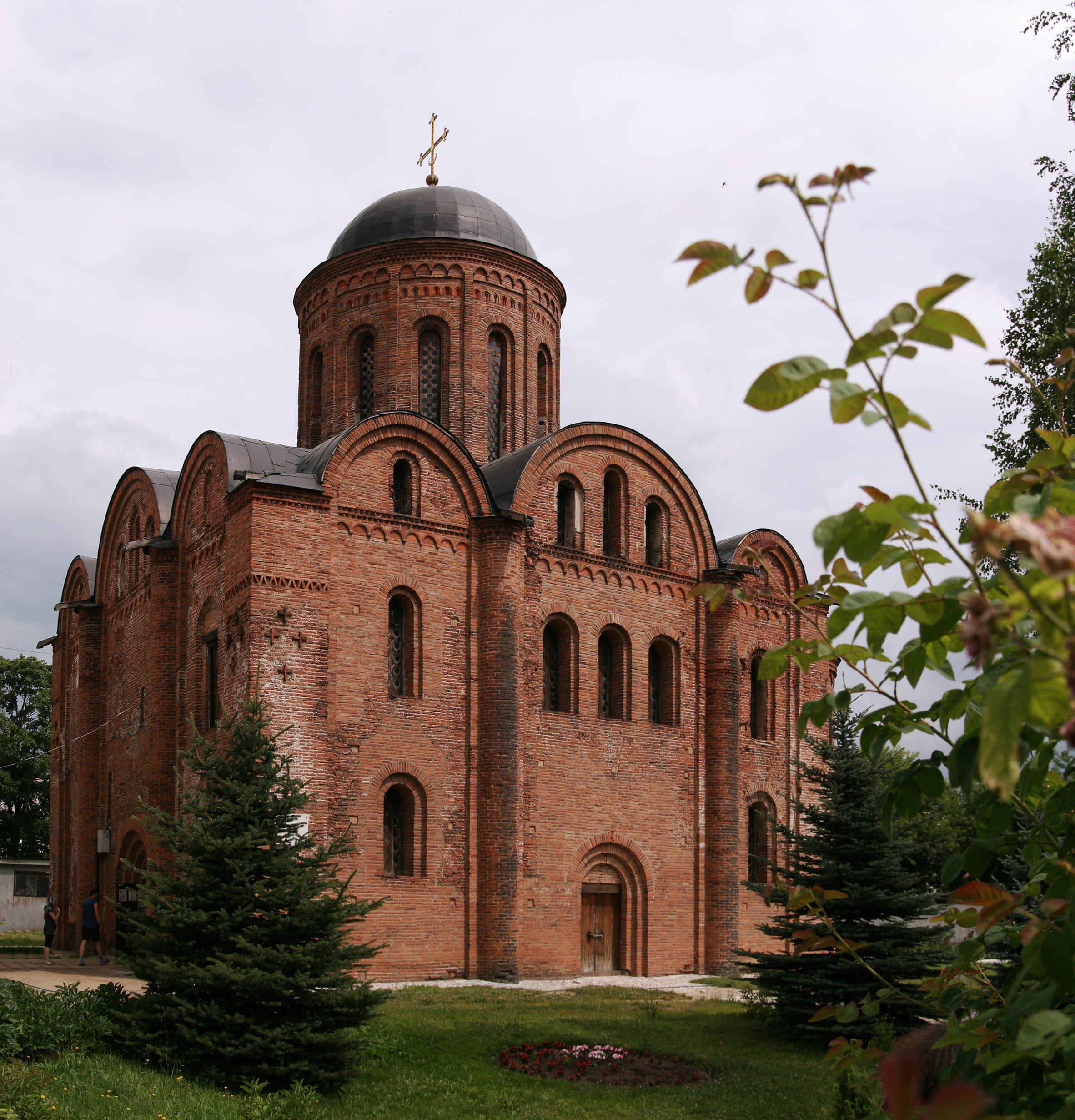
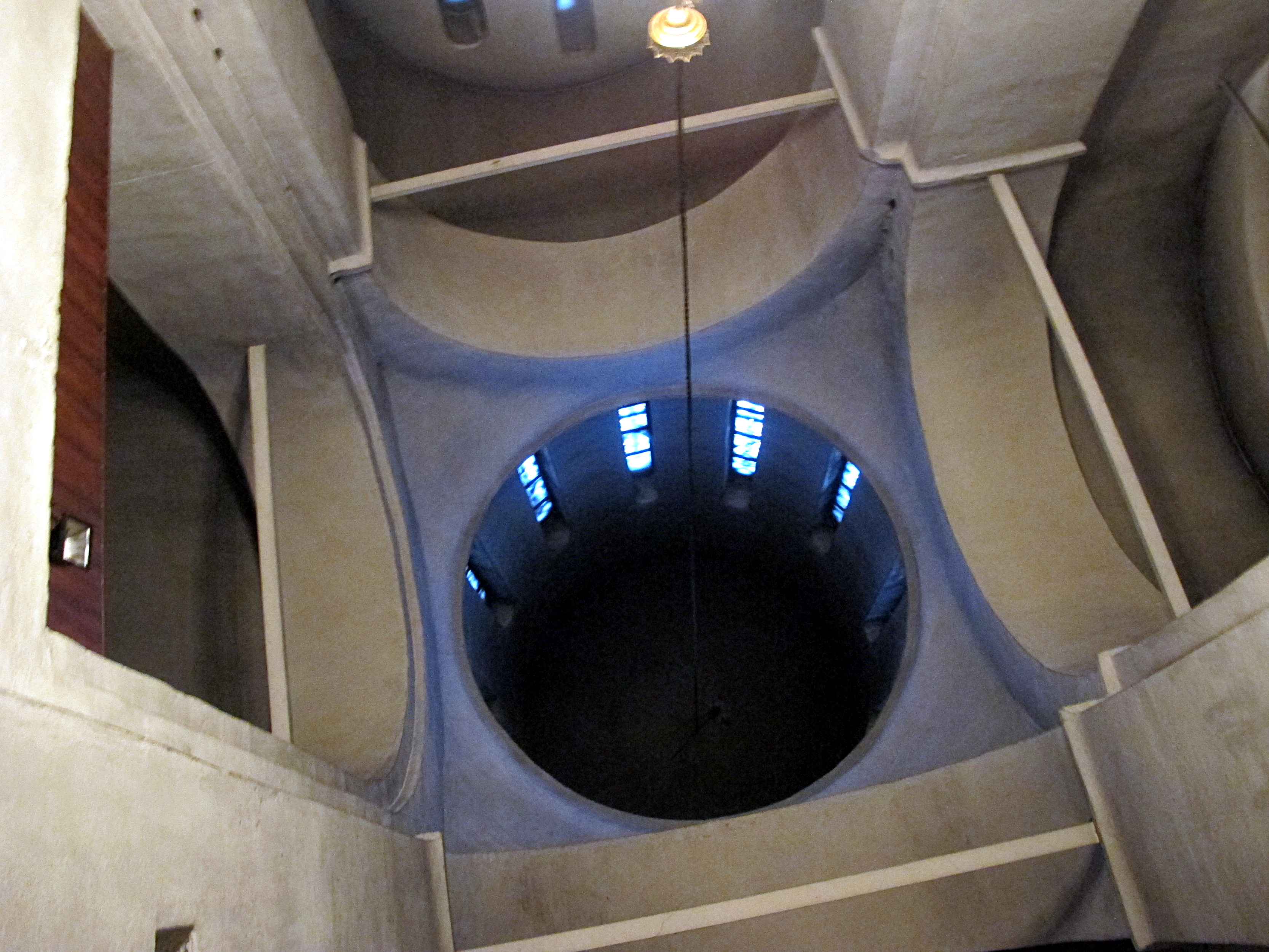
Сучасний вигляд середхрестя, фото 2013 р.
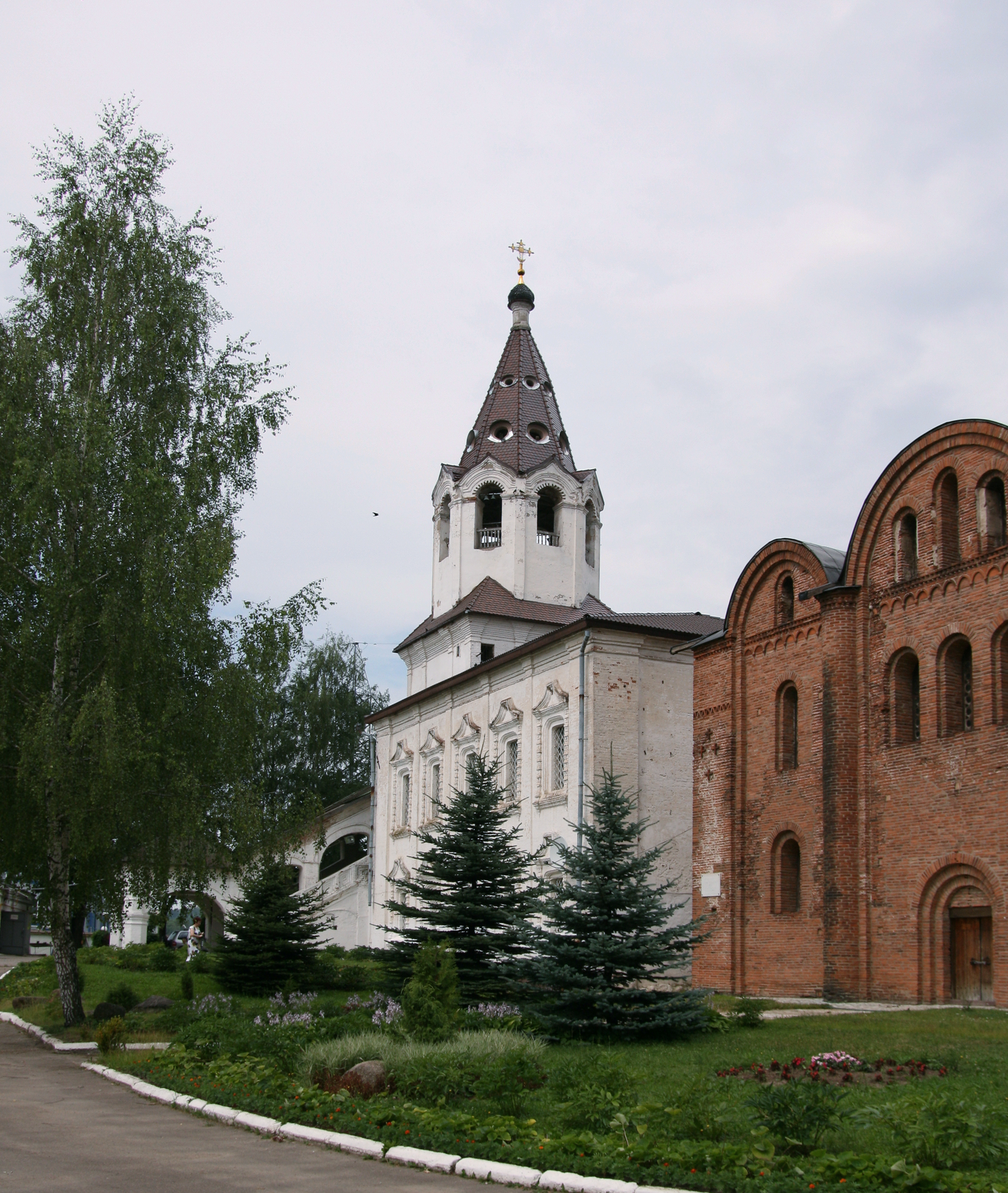
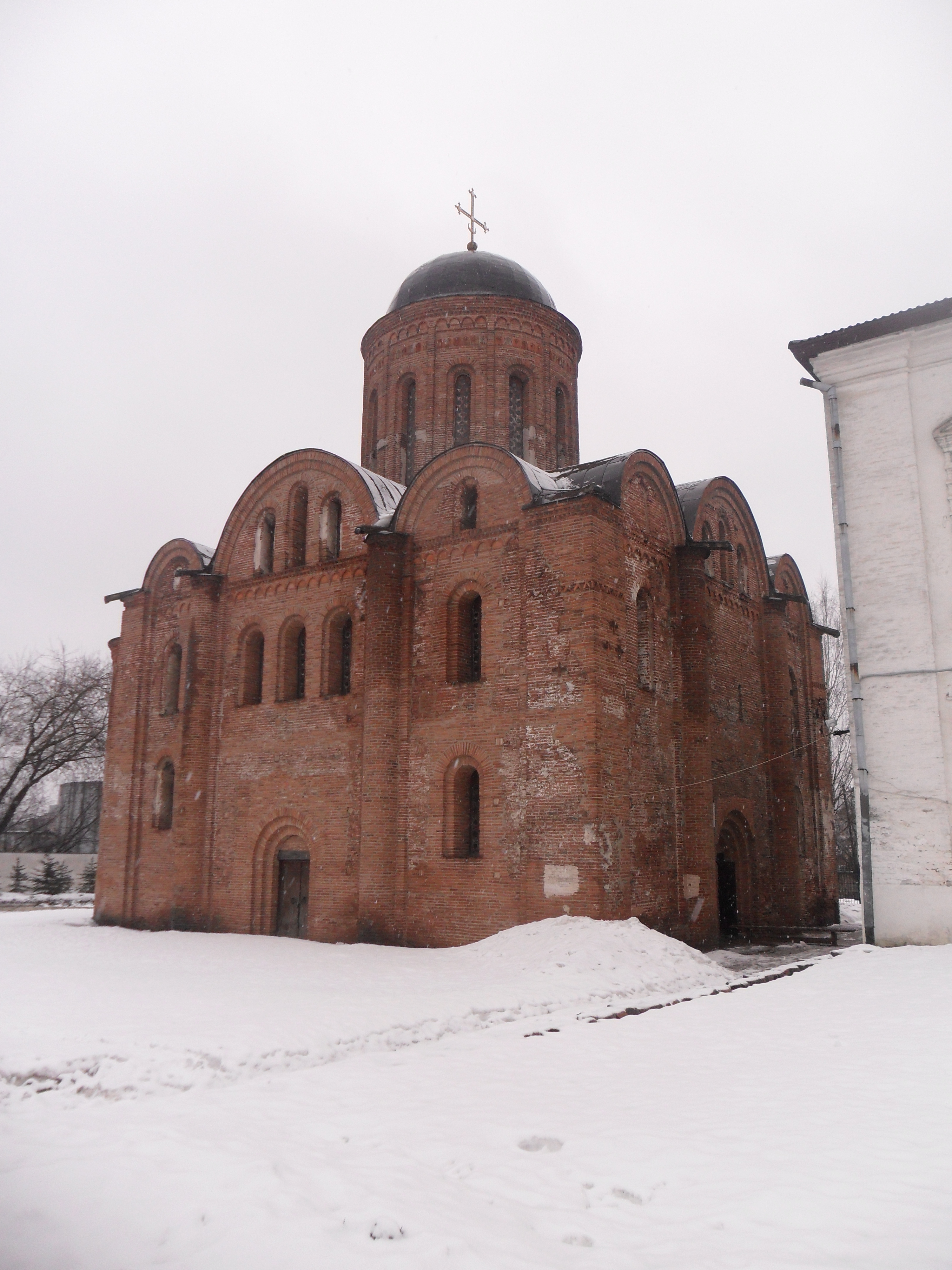
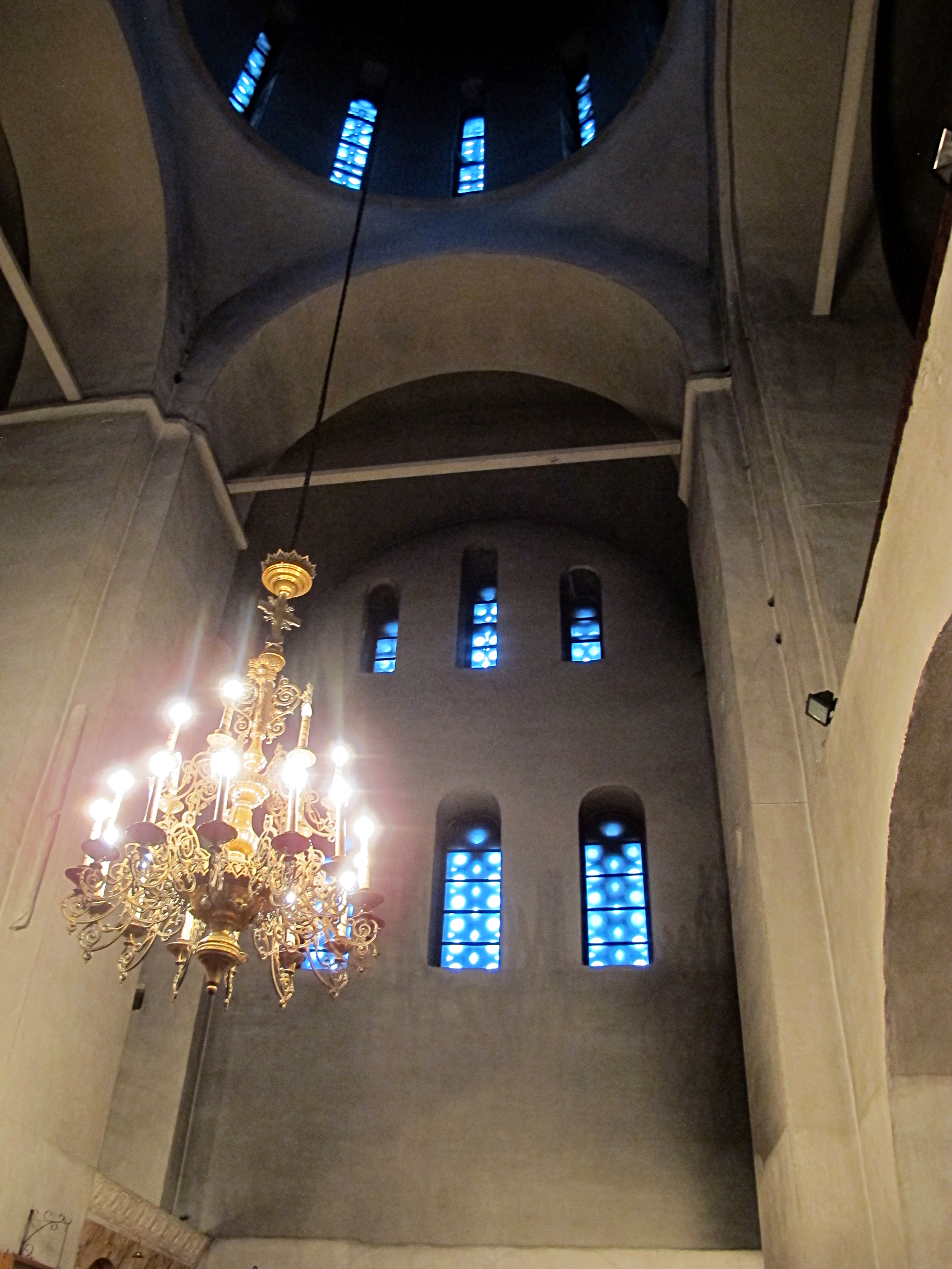
Вікна храму з імітаціями колишніх віконниць, виконані у сучасній техніці вітражів
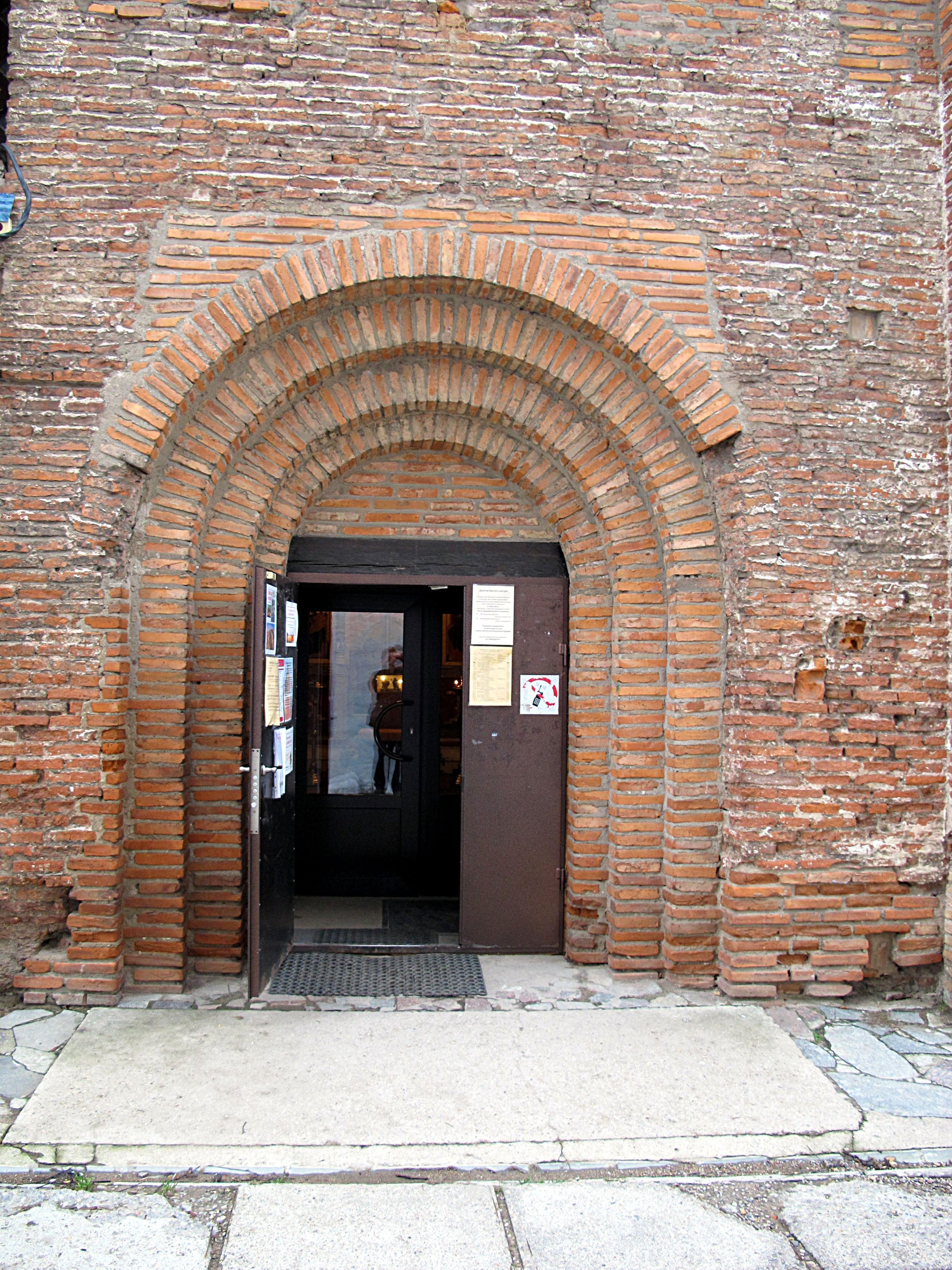

## Сучасність

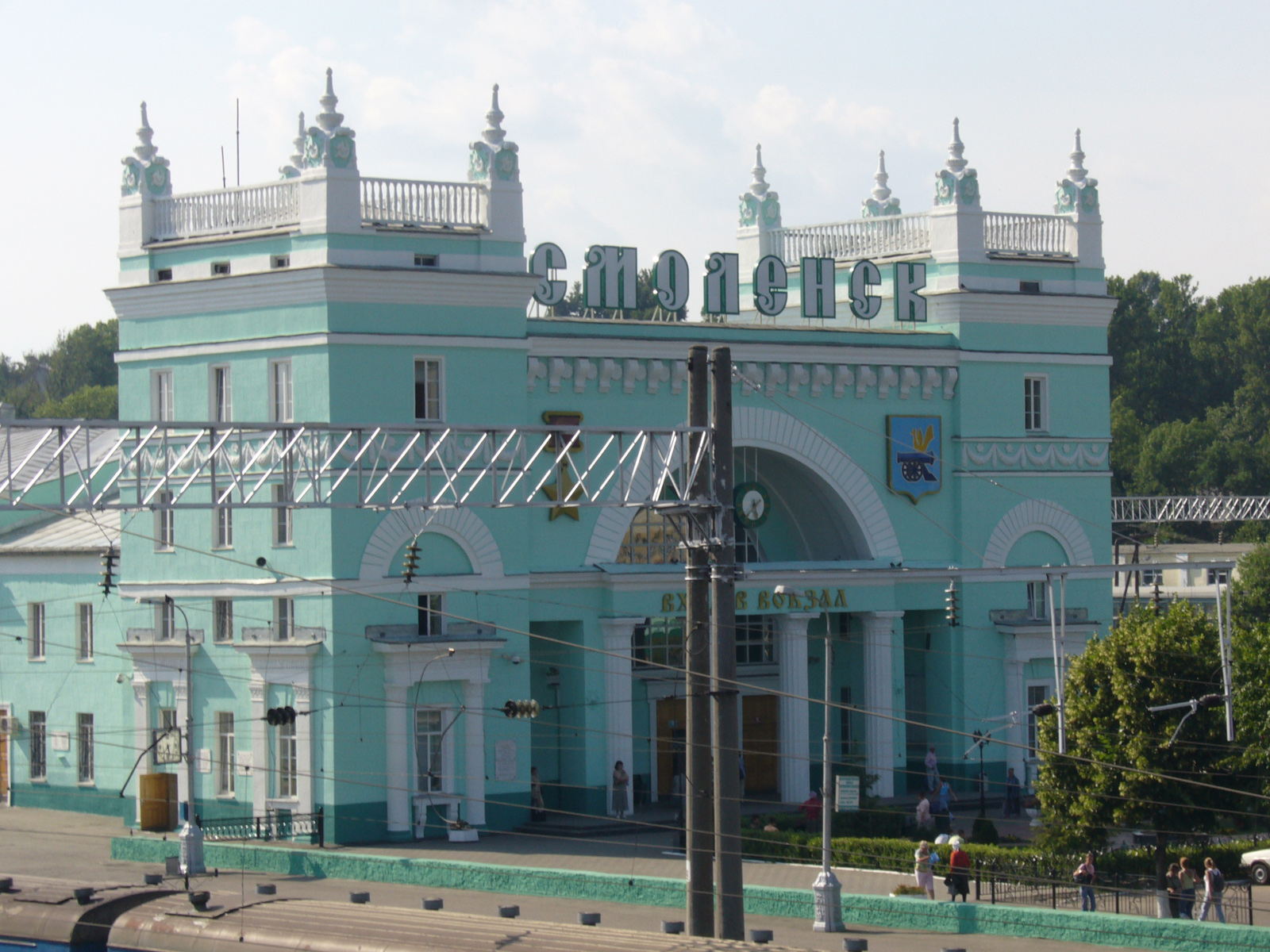
Смоленський залізничний вокзал

Церква Петра і Павла на Городянці й зараз розташована неподалік залізничного вокзалу міста Смоленськ. Зараз це храмовий комплекс, до складу якого входять:
- храм Святих Апостолів Петра і Павла 1146 р.,
- храм Св. великомучениці Варвари 18 ст.,
- крамниця «Православна книга»,
- майстерні,
- службові приміщення.

Територію комплексу обгороджено муром. Храмовий комплекс розташований неподалік від Смоленського вокзалу та сучасного автовокзалу на вулиці Марселя Кашена.